# 上野洋三
上野 洋三（うえの ようぞう、1943年10月5日 - 2022年9月14日）は、日本文学研究者。大阪女子大学名誉教授。専門は日本近世文学、俳諧、特に芭蕉。

## 略歴
東京生まれ。1971年京都大学国文科大学院博士課程中退。大阪女子大学教授を経て、2007年九州大学を定年退職。その後、関西学院大学で非常勤講師を務めた。

## 著書
- 芭蕉論 筑摩書房 1986.10
- 芭蕉、旅へ 岩波新書 1989.11
- 芭蕉七部集 岩波セミナーブックス 1992.7
- 芭蕉自筆「奥の細道」の謎 二見書房 1997.7
- 近世宮廷の和歌訓練 『万治御点』を読む 臨川書店 1999.6（原典講読セミナー）
- 奥の細道 ポプラ社 2002.4（21世紀によむ日本の古典）
- 元禄和歌史の基礎構築 岩波書店 2003.10
- 芭蕉の表現 岩波現代文庫 2005.11
- 芭蕉発句評唱(上野洋三著作集 ; 第1巻) 和泉書院 2024.2

## 編著・校訂
- 上方歌書集 多治比郁夫共編 上方芸文叢刊刊行会 1982.8（上方芸文叢刊 1）
- 近世和歌撰集集成 全3巻 明治書院 1985-1988
- 奥の細道 曽良本 新注絵入 和泉書院 1988.4
- 新日本古典文学大系 70 芭蕉七部集 白石悌三と校注 岩波書店 1990.3
- 江戸詩人選集 第1巻 石川丈山・元政 岩波書店 1991.8
- 弄璞集 本文と索引 中西健治共編 和泉書院 1993.1
- 新日本古典文学大系 67 近世歌文集 上 松野陽一と校注 岩波書店 1996.4
- 芭蕉自筆 奥の細道 櫻井武次郎と校註　岩波書店 1997.1／岩波文庫 2017
- 万治御点 校本と索引 和泉書院 2000.2
- 元禄文学を学ぶ人のために 井上敏幸・西田耕三共編 世界思想社 2001.4
- 吉原徒然草 岩波文庫 2003.1
- 松蔭日記 正親町町子 岩波文庫 2004.7
- 歌論歌学集成 第14巻 日下幸男・神作研一共編 三弥井書店 2005.12
- 笈の小文 更科紀行 嵯峨日記 現代語訳付 松尾芭蕉 和泉書院 2008.3